# Barcelona Challenger 2 1981
Il Barcelona Challenger 2 1981 è stato un torneo di tennis facente parte della categoria ATP Challenger Series nell'ambito dell'ATP Challenger Series 1981. Il torneo si è giocato a Barcellona in Spagna dal 13 al 20 aprile 1981 su campi in terra rossa.

## Vincitori

### Singolare
Diego Pérez ha battuto in finale  Fernando Maynetto con il punteggio di 6–4, 3–6, 6–2

### Doppio
Tim Garcia /  Bruce Nichols hanno battuto in finale  Gianni Marchetti /  EnzoVattuone con il punteggio di 6–4, 6–4